# Chris Ward (giocatore di football americano)
Christopher Lamar Ward (Dayton, 9 gennaio 1956) è un ex giocatore di football americano statunitense che ha militato nel ruolo di offensive tackle nella National Football League (NFL).

## Carriera
Ward al college giocò a football a Ohio State, venendo premiato per due volte come All-American. Fu scelto dai New York Jets come quarto assoluto nel Draft NFL 1978. Vi giocò fino al 1983, dopo di che passò ai New Orleans Saints per un'ultima stagione. Complessivamente disputò 100 partite come professionista, di cui 95 come titolare.

## Palmarès
- PFWA All-Rookie Team - 1978